# Jacek Jezierski (duchowny)
Jacek Jezierski (ur. 23 grudnia 1949 w Olsztynie) – polski duchowny rzymskokatolicki, doktor nauk teologicznych, biskup pomocniczy warmiński w latach 1994–2014, biskup diecezjalny elbląski od 2014, administrator apostolski sede vacante archidiecezji gdańskiej w latach 2020–2021.

## Życiorys
Urodził się 23 grudnia 1949 w Olsztynie w rodzinie Henryka i Anny z domu Szydłowskiej, jego młodszy brat Jerzy został profesorem matematyki. Kształcił się w Liceum Ogólnokształcącym nr 2 w Olsztynie. Egzamin dojrzałości złożył w 1967. W latach 1967–1974 odbył studia filozoficzno-teologiczne w Wyższym Seminarium Duchownym „Hosianum” w Olsztynie. W ich trakcie w latach 1968–1970 odbył zasadniczą służbę wojskową w jednostce kleryckiej w Bartoszycach. Na diakona został wyświęcony 28 lutego 1972 przez biskupa diecezjalnego warmińskiego Józefa Drzazgi, który 16 czerwca 1974 w kościele Najświętszego Serca Pana Jezusa w Olsztynie udzielił mu również święceń prezbiteratu. Inkardynowany został do diecezji warmińskiej. W 1976 na Wydziale Teologicznym Katolickiego Uniwersytetu Lubelskiego otrzymał magisterium-licencjat z teologii. Studia w zakresie teologii dogmatycznej kontynuował w latach 1978–1981 na tym samym wydziale, a w latach 1981–1982 na Papieskim Uniwersytecie Gregoriańskim w Rzymie. Doktorat nauk teologicznych uzyskał w 1986 na Sekcji Teologii Dogmatycznej Wydziału Teologicznego Katolickiego Uniwersytetu Lubelskiego na podstawie dysertacji Nauka Stanisława Hozjusza o Słowie Bożym.
W latach 1974–1977 pracował jako wikariusz w parafii Matki Bożej Nieustającej Pomocy w Malborku, następnie w latach 1977–1978 parafii św. Mikołaja w Elblągu. W latach 1977–1981 był duszpasterzem głuchych i niewidomych w Elblągu. W kurii biskupiej piastował funkcje asystenta (delegata biskupiego) ds. ruchów religijnych w diecezji, członka rady wydawniczej, cenzora ksiąg religijnych. Był także wiceprzewodniczącym diecezjalnej Komisji Synodu Plenarnego. W 1992 został mianowany kanonikiem rzeczywistym warmińskiej kapituły katedralnej.
Od 1982 był pracownikiem olsztyńskiego seminarium duchownego. W latach 1982–1983 pełnił w nim funkcję prefekta, następnie w latach 1983–1993 był ojcem duchownym, a w latach 1983–1994 wykładowcą teologii duchowości. W latach 1993–1994 był wicedyrektorem Instytutu Kultury Chrześcijańskiej im. Jana Pawła II w Olsztynie. Wykłady prowadził również w Wyższym Warmińskim Studium Katechetycznym w Gietrzwałdzie, Studium Teologii dla Świeckich przy Instytucie Kultury Chrześcijańskiej im. Jana Pawła II w Olsztynie, Wyższej Szkole Pedagogicznej w Olsztynie, Kolegium Teologicznym w Królewcu i na Wydziale Teologii Uniwersytetu Warmińsko-Mazurskiego w Olsztynie.
19 lutego 1994 papież Jan Paweł II mianował go biskupem pomocniczym archidiecezji warmińskiej ze stolicą tytularną Liberalia. Święcenia biskupie otrzymał 5 marca 1994 w konkatedrze św. Jakuba w Olsztynie. Udzielił mu ich kardynał Józef Glemp, prymas Polski, któremu towarzyszyli Edmund Piszcz, arcybiskup metropolita warmiński, i Tadeusz Gocłowski, arcybiskup metropolita gdański. Jako zawołanie biskupie przyjął słowa „Veritas Christi liberat” (Prawda Chrystusa wyzwala). Zrezygnował z ustanowienia herbu biskupiego. W 1994 objął urząd wikariusza generalnego archidiecezji, a także został ustanowiony prepozytem warmińskiej kapituły katedralnej. W latach 1998–1999 był członkiem Zespołu Ministerstwa Edukacji Narodowej ds. Utworzenia Uniwersytetu w Olsztynie. Zainicjował prace archeologiczne w katedrze fromborskiej, podczas których odnaleziono doczesne szczątki Mikołaja Kopernika.
10 maja 2014 papież Franciszek ustanowił go biskupem diecezjalnym diecezji elbląskiej. Diecezję objął kanonicznie 28 maja 2014, zaś 8 czerwca 2014 odbył ingres do katedry św. Mikołaja w Elblągu. W latach 2016–2020 przeprowadził I synod diecezji elbląskiej. 13 sierpnia 2020 papież Franciszek mianował go administratorem apostolskim sede vacante archidiecezji gdańskiej. Zarząd nad archidiecezją sprawował od 14 sierpnia 2020 do 25 marca 2021. W listopadzie 2024 w związku z osiągnięciem wkrótce wieku 75 lat złożył rezygnację ze sprawowanego urzędu biskupa diecezjalnego elbląskiego.
W ramach Konferencji Episkopatu Polski w 1995 objął funkcję przewodniczącego Komisji Charytatywnej, w latach 1998–2008 i 2018–2023 był przewodniczącym Zespołu ds. Dialogu Ekumenicznego z Kościołem Polskokatolickim, w 2020 objął stanowisko przewodniczącego Zespołu ds. Kontaktów z Polską Radą Ekumeniczną. Został delegatem ds. Ekumenicznej Inicjatywy „Theobalt”, a także członkiem Rady ds. Ekumenizmu (w której w 2021 objął funkcję przewodniczącego), Rady Ekonomicznej i Zespołu ds. Ruchów Intronizacyjnych. Ponadto objął funkcję przewodniczącego Kapituły Promocja Godności Człowieka nagrody Totus Tuus Fundacji „Dzieło Nowego Tysiąclecia”.
W 2019 konsekrował biskupa pomocniczego elbląskiego Wojciecha Skibickiego, a w 2024 był współkonsekratorem podczas sakry nuncjusza apostolskiego w Zimbabwe Janusza Urbańczyka.